# Kamnosekovo dvorišče
Kamnosekovo dvorišče (formalno znano kot Campo S. Vidal in Santa Maria della Carità) je zgodnja oljna slika Giovannija Antonia Canala, bolj znanega kot Canaletto. Prikazuje neformalen prizor v Benetkah, s pogledom na začasno kamnoseško dvorišče v Campo San Vidal, postavljeno za gradnjo fasade cerkve San Vidal, ki jo je ustvaril Andrea Tirali, in čez Canal Grande proti cerkvi Santa Maria della Carità. Naslikano od sredine do poznih 1720-ih, je zdaj v zbirki Narodne galerije v Londonu in velja za eno najboljših Canalettovih del.

## Opis
Slika meri 123,8 krat 162,9 centimetra. Prikazuje beneški prizor, ki gleda približno proti jugozahodu čez začasno kamnosekovo dvorišče, ki je na odprtem prostoru ob Canalu Grande, znanem kot Campo San Vidal (campo, dobesedno polje, ki se v Benetkah uporablja za označevanje majhnega odprtega prostora). Več kamnosekov se ukvarja z oblikovanjem in klesanjem kamna, verjetno namenjenega za rekonstrukcijo bližnje cerkve San Vidal (takoj za gledalcem in zato ni vidna na sliki; njeno paladijevsko pročelje je bilo prenovljeno v 1730-ih) ali morda za olepšanje bližnje palače (Palazzo Cavalli-Franchetti in Palazzo Barbaro sta blizu, levo od gledalca). Stranska stran srednjeveške cerkve Santa Maria della Carità, rekonstruirana v 1440-ih, stoji na nasprotnem bregu Canala Grande, levo od fasade Scuola Grande della Carità; v daljavi je viden stolp cerkve San Trovaso, ki se dviga nad strehami.
Kamnoseško dvorišče poleg arhitekturnih detajlov prikazuje prizore vsakdanjega življenja v Benetkah, verjetno v zgodnjih jutranjih urah: na okenski polici spodaj levo zakikirika petelin, z leve za gledalčevo stran (vzhod) pa priteka sončna svetloba. Večinoma gospodinjske stavbe so na splošno v slabem stanju, z značilnimi beneškimi dimniki. Iz mnogih oken visi perilo, na več balkonih pa stojijo rastline v lončkih. Ena ženska s prsnico in vretenom prede nit na balkonu na desni; druga črpa vodo iz vodnjaka v kampu poleg lesene lope, iz vodnjaka v obliki kapitela stebra. V ospredju na levi se igrata dva otroka: eden se prevrne in od presenečenja nehote urinira, medtem ko ženska plane naprej, da bi ga ujela; druga ženska gleda z balkona zgoraj. Gondola s kabino z nadstreškom pelje po kanalu, druge pa so privezane na obeh bregovih.
Nesignirana in nedatirana slika je atribuirana in datirana po slogovnih namigih. Zdi se, da združuje značilnosti Canalettovega zgodnjega in zrelega stila, na primer v uporabi dveh podbarv, in je zelo zgodnji primer uporabe prusko modre barve v oljnem slikarstvu. Canaletto je naslikal Kamnosekovo dvorišče pred letom 1730, medtem ko je prusko modro odkril Johann Jacob Diesbach leta 1704. Med drugimi pigmenti, ki jih je Canaletto uporabil na tej sliki, so bili neapeljska rumena, svinčeno bela in oker.
Domneva se, da je bil neformalni prizor naslikan za beneškega mecena in ne za tujega obiskovalca Benetk sredi in poznih 1720-ih. Za razliko od mnogih pogledov, ki so jih naslikali Canaletto in njegovi kolegi vedutisti, se je lokacija od leta 1720 močno spremenila. Pogled na nasprotni breg Canala Grande je zdaj zakrit z visokim lokom sodobnega lesenega mostu Accademia, cerkev Carità pa je bila precej spremenjena. Kampanile je padel leta 1744 in porušil hiše ob kanalu spredaj, večina drugih kamnitih del pa je bila odstranjena. Ladja je v 19. stoletju postala Accademia di Belle Arti di Venezia, Gallerie dell'Accademia pa je v Scuoli. Campo ostaja odprt prostor, v središču katerega je vodnjak. Domača stavba na desni še vedno stoji.

## Izvor
Zgodnje lastništvo Kamnosekovega dvorišča ni znano. Do leta 1808 je bila v zbirki sira Georgea Beaumonta in je bila ena od slik, ki jih je Beaumont podaril Britanskemu muzeju leta 1823, da je tvorilo jedro nastajajoče zbirke Narodne galerije. Leta 1828 je prešel v Narodno galerijo, kjer je še vedno razstavljen. Leta 1852 jo je obsežno očistil John Seguier – tako obsežno, da je izbrani odbor raziskal prakso čiščenja Narodne galerije – in je bila ponovno očiščena leta 1955 ter nato restavrirana, preobložena in znova nameščena leta 1989. Nekaj zgodnjih retuš, oblaki, ki so zdaj skriti pod poznejše zasteklitve, ki jih je v Beaumontovem času morda opravil John Constable.